# 圣苏珊 (马耶讷省)
圣苏珊（法語：Sainte-Suzanne，法語發音：[sɛ̃t syzan]）是法国马耶讷省的一个旧市镇，属于马耶讷区。2016年，圣苏珊与市镇沙姆合并为新市镇圣苏珊和沙姆。

## 地理
圣苏珊（48°5'51"N, 0°21'11"W）面积23.14 平方千米，位于法国卢瓦尔河地区大区马耶讷省，该省份为法国西北部内陆省份，北起芒什省和奧恩省，西接伊勒-维莱讷省，南至曼恩-卢瓦尔省，东临萨尔特省。
与圣苏珊接壤的市镇（或旧市镇、城区）包括：埃夫龙、武特雷、托尔塞维维耶-昂沙尔尼、布朗杜埃、沙姆、沙特尔拉福雷。

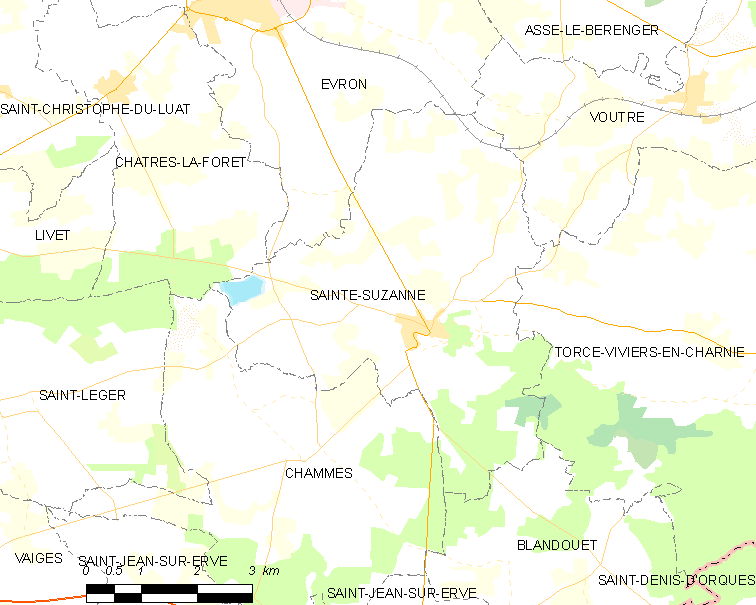
的OSM定位图

圣苏珊的时区为UTC+01:00、UTC+02:00（夏令时）。

## 行政
圣苏珊的邮政编码为53270，INSEE市镇编码为53255。

## 政治
圣苏珊所属的省级选区为梅莱迪迈讷县。

## 人口

1962-2008年间人口变化图示

圣苏珊于2018年1月1日时的人口数量为931人。